# گلووه
گلووه (به آلمانی: Glowe) یک شهر در آلمان است که در فرپومرن-روگن واقع شده‌است. گلووه ۱٬۰۴۰ نفر جمعیت دارد.